# コンビネーション・リスト・カール
コンビネーション・リスト・カール(combination wrist curl)は、ウエイトトレーニングの種目の一つ。前腕屈筋群と前腕伸筋群の筋肥大を促し、筋力を高めることができる。

## 具体的動作

### ダンベル・コンビネーション・リストカール
1. 両手にダンベルを持って立ち、体の前に構える。手のひらが手前を向くようにする。やや前傾姿勢をとり、動作中にダンベルが体に触れないようにする。
2. 息を吐きながらダンベルを前方に巻き上げる。
3. 前腕伸筋群が十分に収縮するのを感じ取ったら、息を吸いながら元の姿勢に戻る。
4. 息を吐きながらダンベルを手前に巻き上げる。
5. 前腕屈筋群が十分に収縮するのを感じ取ったら、息を吸いながら元の姿勢に戻る。
6. 2~5を繰り返す。

### バーベル・コンビネーション・リストカール
1. 両手でバーベルを持って立ち、体の前に構える。手のひらが手前を向くようにする。やや前傾姿勢をとり、動作中にバーベルが体に触れないようにする。
2. 息を吐きながらバーベルを前方に巻き上げる。
3. 前腕伸筋群が十分に収縮するのを感じ取ったら、息を吸いながら元の姿勢に戻る。
4. 息を吐きながらバーベルを手前に巻き上げる。
5. 前腕屈筋群が十分に収縮するのを感じ取ったら、息を吸いながら元の姿勢に戻る。
6. 2~5を繰り返す。

### ケーブル・コンビネーション・リストカール
1. ロープーリーにストレートバーをセットする。
2. 両手でハンドルを持って立ち、体の前に構える。手のひらが手前を向くようにする。やや前傾姿勢をとり、動作中にハンドルが体に触れないようにする。
3. 息を吐きながらハンドルを前方に巻き上げる。
4. 前腕伸筋群が十分に収縮するのを感じ取ったら、息を吸いながら元の姿勢に戻る。
5. 息を吐きながらハンドルを手前に巻き上げる。
6. 前腕屈筋群が十分に収縮するのを感じ取ったら、息を吸いながら元の姿勢に戻る。
7. 3~6を繰り返す。